# (21509) Lucascavin
(21509) Lucascavin (1998 KL35) – planetoida z pasa głównego asteroid okrążająca Słońce w ciągu 3,45 lat w średniej odległości 2,28 j.a. Odkryta 22 maja 1998 roku.